# Jean de La Varende
Pour les articles homonymes, voir Mallard et La Varende.
Pour les autres membres de la famille, voir famille Mallard de La Varende.
Jean Mallard de La Varende Agis de Saint-Denis, plus connu sous la forme brève Jean de La Varende, né le 24 mai 1887 au Chamblac (Eure) et mort le 8 juin 1959 à Paris, est un écrivain français.
Auteur d'une vingtaine de romans, d'une dizaine de biographies, de diverses monographies sur la Normandie, et de plus de deux cents nouvelles, La Varende s'est surtout attaché à l'évocation du terroir normand avec ses curés de campagne, ses paysans, et ses hobereaux, tout en exprimant sa nostalgie de l'Ancien Régime et sa passion pour la mer et les marins.

## Biographie
Jean Mallard de La Varende est le fils de Gaston Mallard de La Varende (1849-1887), officier de marine, et de son épouse d'origine bretonne, Laure Fleuriot de Langle (1853-1940). Il voit le jour le 24 mai 1887 à Chamblac (Eure), au château de Bonneville, propriété familiale. Il ne connaîtra pas son père, qui meurt la même année, le 27 juillet.

### Jeunesse
En 1890, sa mère, veuve, retourne chez son père en Bretagne, à Rennes, pour y élever ses enfants. Ce grand-père maternel, le contre-amiral Camille Fleuriot de Langle (1821-1914), pourtant âgé, prend une part active dans son éducation. Jean de La Varende retient de lui nombre d'histoires de marins et de voyages, dont plusieurs sont devenues des nouvelles.
À douze ans, en 1899, le jeune Jean écrit son premier texte, La Fille du garde-chasse, dont le manuscrit est perdu. Puis, de 1900 à 1906, il fait ses études comme pensionnaire au collège Saint-Vincent de Rennes. Cette période rennaise transparaît nettement dans Geoffroy Hay de Nétumières (1908) et dans Le Roi d'Écosse (1941). Pendant cette même période, il rédige Nos amours perdues et Péché originel, dont les manuscrits sont également perdus.
Après son baccalauréat, il entre à l'École des beaux-arts de Paris, au détriment d'une carrière dans la Marine. L'École navale exige une santé qu'il n'a pas, à cause d'une déficience cardiaque. Son œuvre sera en partie un hommage aux marins du passé. Sans regrets, il écrira, entre 1944 et 1950, un bel ouvrage homonyme sur l'École navale, publié en 1951 avec des illustrations d'Albert Brenet.
En janvier 1914, son grand-père meurt et, en août suivant, lorsque éclate le premier conflit mondial, Jean de La Varende est affecté comme infirmier au 18e régiment d'infanterie de Vernon, puis sur le front comme brancardier. Il rentre définitivement en Normandie en 1919, une fois démobilisé. Il y vivra quatre décennies d'écrivain prolifique et de châtelain « aux mains calleuses ».

### L'après-guerre

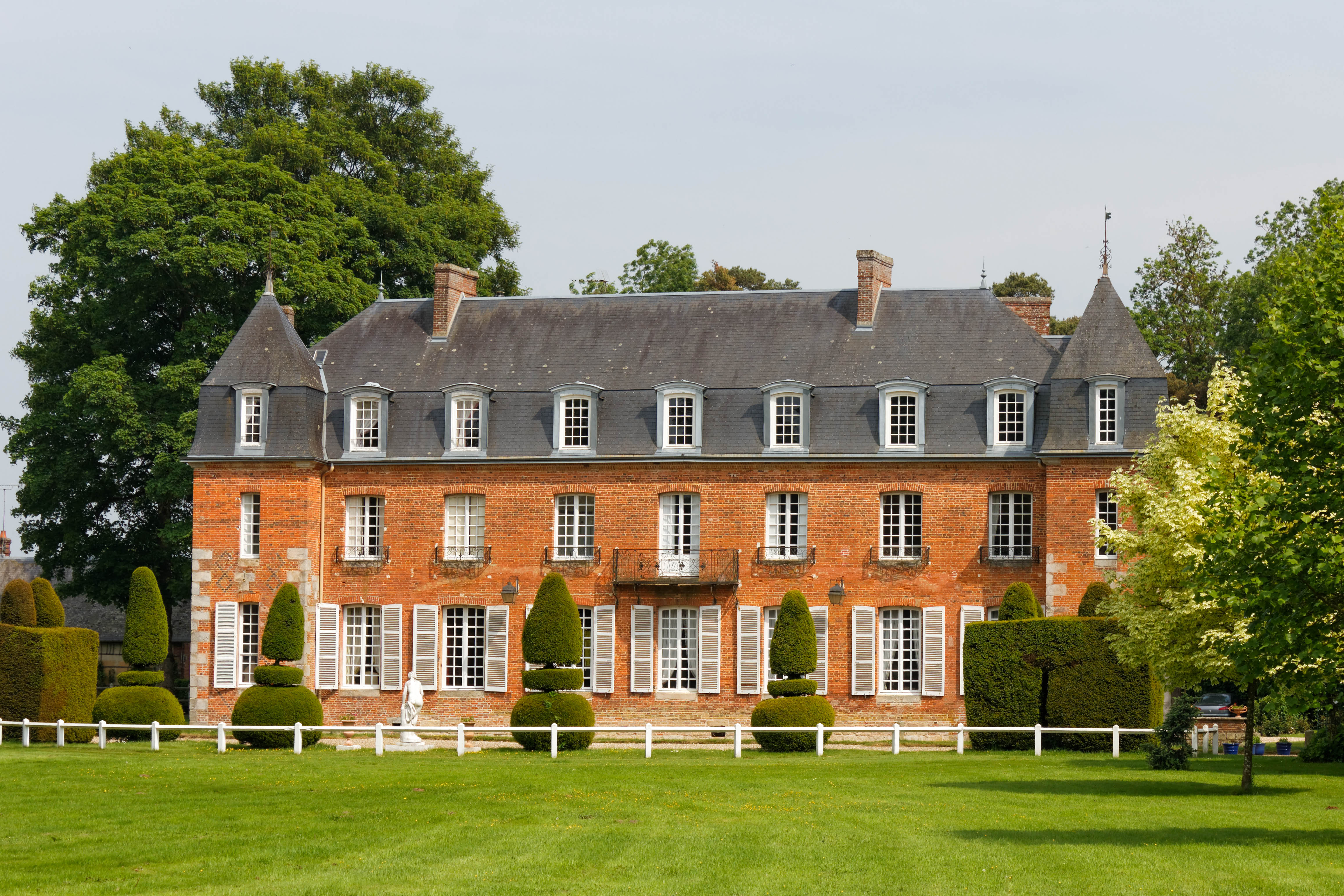
Le château de Bonneville, demeure de La Varende de 1919 à sa mort en 1959.

Le 12 décembre 1919, il épouse Jeanne Kullmann, veuve de Raoul Latham. Le couple s'installe alors au château de Bonneville. De cette union naît un fils, Éric de La Varende (1922-1979).
De 1920 à 1932, il est conférencier à l'école des Roches, à Verneuil-sur-Avre, dans l'Eure. Chez lui, il entretient son domaine, ses jardins, il écrit son premier livre, édité par ses soins en 1927, L'Initiation artistique, texte d'une de ses conférences. Il écrit également quelques nouvelles et réalise, à ses heures perdues, une centaine de maquettes de navires de toutes époques.
La galerie Bernheim, à Paris, expose plus de cent de ses maquettes en 1932. Cette exposition se transporte peu après à la Société de géographie. Un catalogue est édité : Les Cent Bateaux de La Varende.

### Débuts littéraires
Les débuts de La Varende en littérature sont difficiles. Il essuie de nombreux refus d'éditeurs parisiens, mais publie quelques contes au Mercure de France. C'est l'éditeur Maugard, de Rouen, qui va assurer sa notoriété en publiant une série de nouvelles, Pays d'Ouche (1934), préfacées par le duc de Broglie.
Le même éditeur publie en 1936 son Nez-de-Cuir, gentilhomme d'amour. C'est le fruit d'une longue recherche démarrée dans les archives familiales, lorsqu'il découvre les lettres de son grand-oncle Achille Perrier de La Genevraye, gravement blessé en 1814 à la bataille de Reims, qui portait un masque le faisant surnommer « Nez-de-cuir » ; il interroge les anciens, et débute la rédaction de son roman en 1930 pour le faire publier en 1936. Les éditions Plon rééditent ce premier roman l'année suivante : c'est un succès. Cette année-là, il obtient trois voix au prix Goncourt.

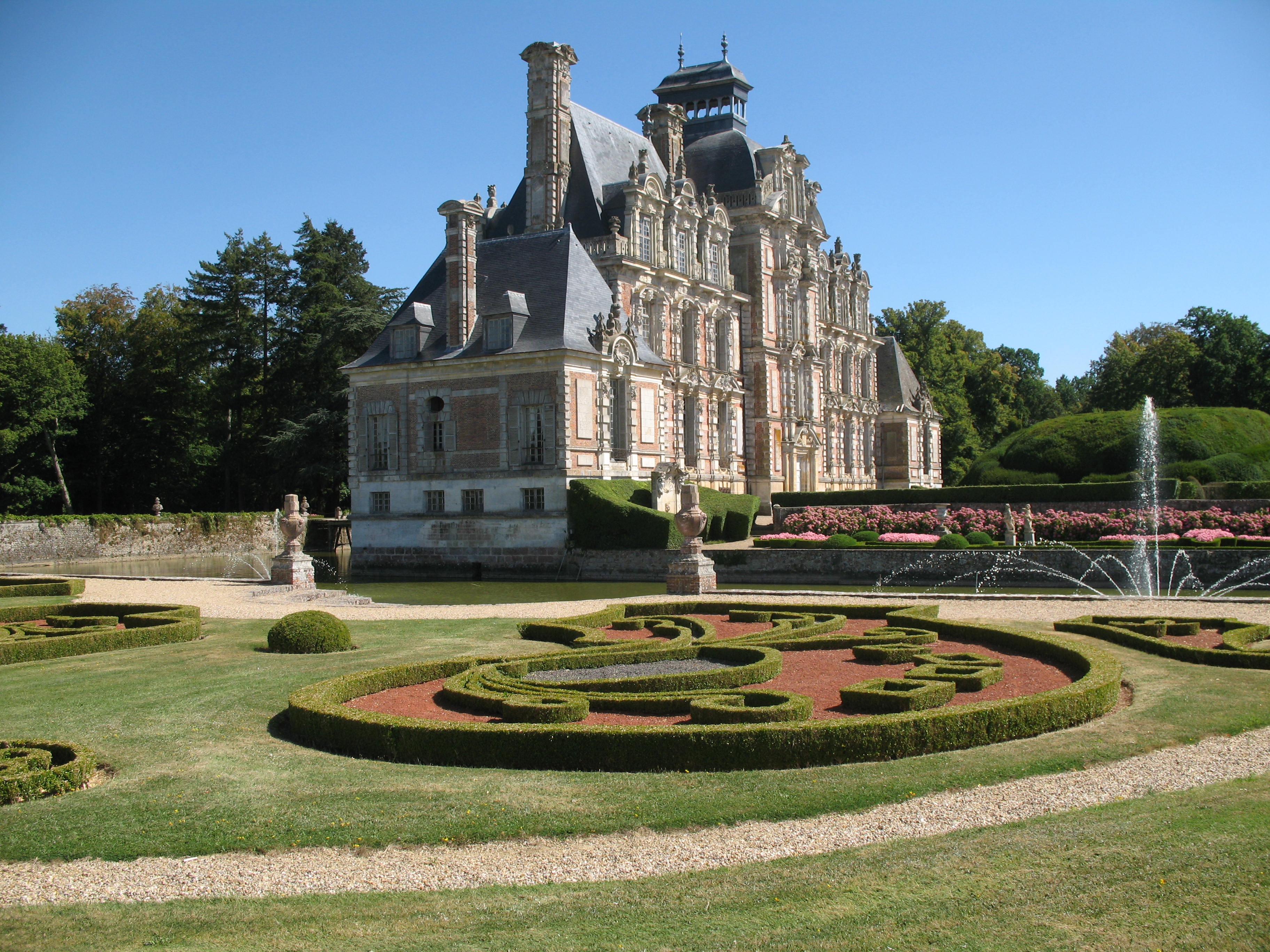
Le château de Beaumesnil (Eure), que La Varende évoque sous le nom de « Mesnilroyal » dans Nez-de-Cuir.

Les publications vont dès lors se succéder, chez Plon ou chez Grasset. Ses succès littéraires lui permettent de poursuivre la restauration du château de Bonneville, au Chamblac. Ses livres sont salués par des critiques, notamment dans les milieux de droite, comme Maximilien Vox, et d'extrême-droite tels que Thierry Maulnier et Robert Brasillach. En 1936, il entre à la Société des gens de lettres et, le 8 mai, remporte le prix des Vikings pour son recueil Pays d'Ouche (1740-1933), paru deux ans plus tôt.
En quelques années, les romans se succèdent, où il place, sous des noms d'emprunt, ses personnages souvent tirés des histoires familiales mais que l'on retrouve dans plusieurs de ses écrits. La famille de La Bare et celle de Tainchebraye, la famille d'Anville et celle de Galart ; autant de noms que le lecteur apprend à connaître en vivant à côté d'eux, dans la glèbe normande, ou dans un salon, comme La Varende les a conçus.

### La Seconde Guerre mondiale et l'Occupation
Le 22 novembre 1939, il perd son épouse Jeanne. Pendant la guerre éclair, la France étant sur le point de céder, il se rend aux Pays-Bas, puis rentre et se plonge davantage dans l'écriture.
Ce sont vingt ans d'écriture frénétique qui s'ouvrent alors, et La Varende publie à tour de bras ses nouvelles dans les revues de l'époque. La plupart de ces journaux sont acquis aux thèses collaborationnistes. Fervent royaliste, ses écrits sont souvent des nouvelles littéraires, aux intrigues situées hors de son époque. Mais il publie aussi des chroniques (comme la nécrologie de Foisil) et des récits plus contemporains, comme « Maison vierge » (histoire d’une famille qui héberge des soldats allemands pendant l’occupation) dans Je suis partout, hebdomadaire phare de la collaboration, où Henri Poulain se réjouit de son élection chez les Goncourt. Il publie aussi bien en feuilleton dans ce journal son roman encore inédit Les derniers Galériens, à partir du 14 février 1941 que des analyses de critique littéraire. En mai 1944, il honore aussi dans Je suis partout sous le nom de sa mère, Fleuriot de Langle, la mort sur le front de l’Est d’un ancien camarade rennais, le docteur Maurice Fleury, commandant dans la LVF: « Partisan réfléchi des nécessités pressantes de la collaboration franco-allemande (...) Maurice Fleury, couché dans les boues et les neiges du grand Est pour une juste cause, pour la sauvegarde de notre civilisation occidentale ».
Le 16 décembre 1942, La Varende est en effet élu à l'académie Goncourt, en remplacement de Léon Daudet, et sur recommandation notamment de ses amis René Benjamin et Sacha Guitry. La Résistance des lettres s’en insurge immédiatement et dénonce « un traître moins voyant mais un traître quand même », « un collaborateur de l’ennemi ». Au contraire, la presse collaborationniste s’en réjouit : « les Goncourt, l’an dernier, ne voulaient plus se faire les complices de la décomposition raciale par la littérature [...et ont] accentué leur volonté en accueillant triomphalement à l’unanimité, moins deux voix d’habituels mécontents, le beau chevalier de la France de toujours, de La Varende».
Il en démissionnera un peu plus de deux ans après, réagissant aux reproches qui lui sont faits sur ses publications dans des journaux collaborateurs et aussi aux différends qui ont opposé les académiciens Goncourt à propos de la candidature d'André Billy, critique littéraire à L'Aurore notamment, qui a éreinté Guitry et La Varende dans divers articles, et qui incarne le refus de la collaboration. En décembre 1943, une minorité d'académiciens (J.-H. Rosny jeune, René Benjamin, Sacha Guitry, La Varende) refuse d'entériner l'élection de Billy (préféré à Paul Fort, ultérieurement frappé d'interdiction pour un an au Journal officiel pendant l'épuration).  Guitry et de la Varende en particulier signent une déclaration commune pour menacer de démissionner si ce vote était rendu public,, ce qui a effrayé le président Rosny jeune, lequel a suspendu à la fois l’élection et l’attribution du prix.
En 1944, le comité national des écrivains exclut de son sein quatre membres de cette académie : Guitry, Benjamin, Jean Ajalbert et La Varende. En décembre, une campagne de France-Soir vilipende l'académie Goncourt et ses membres. L'élection de Billy ne sera validée que le 23 décembre 1944 par six voix contre 3, Rosny jeune ayant décidé de se rallier à sa candidature (l'élection sera confirmée incidemment dans un jugement de 1948). La Varende démissionne dans la foulée, soit un peu avant l'entrée de Billy à l'académie, soit un peu après. Sa démission lui permettra peut-être d'éviter une exclusion.
En 1944, sa santé chancelle et il échappe de peu à la mort. Il se repose alors à la clinique Saint-Martin de Caen, au cœur de la ville meurtrie et, de cette époque, datent ses ouvrages sur la Normandie blessée. En quelques jours, sur des bouts d'ordonnances et tout papier qu'il trouve, il parcourt en pensée le littoral normand, cette frontière entre sa terre et sa mer, dans un ouvrage intitulé Les Côtes de Normandie, où le lecteur peut se promener avec lui, du mont Saint-Michel à Eu, de villes maritimes en baies poissonneuses.
Le 12 mars 1948, il écrit à l'amiral Lucien Lacaze : « Amiral, j'ai été profondément touché par votre bonté à mon égard, et j'aurais été bien heureux que votre haute appréciation vint couronner mon Suffren: mais je viens d'apprendre, avec certitude que le "Grand prix de la mer" a été créé pour encourager les débutants, et je ne veux point, alors, m'interposer. Je préviens notre duc et Claude Farrère que je renonce... »

### Les années 1950
En 1950, il adhère à l'Association des amis de Robert Brasillach.
En 1953, l'amiral Lucien Lacaze, secrétaire perpétuel de l'Académie de marine à laquelle La Varende appartient encore, le pousse à postuler à l'Académie française, dont l'amiral est également membre. Le 6 mai 1954, La Varende est candidat, sans succès, au fauteuil de Jérôme Tharaud qui ne sera pas pourvu ce jour-là, n'obtenant que onze voix. Une seconde candidature n'aboutira pas plus, le 31 mai 1956, lors d'une autre élection blanche : il obtient au siège de Lacaze, mort l'année précédente, 13 voix contre 12 à Jacques Chastenet et 6 à Paul Vialar.
L'écrivain, dont le talent se déploie dans une succession incessante de nouvelles et de romans, continue son travail inlassable. Parmi ses écrits, plusieurs nouvelles sont encore inédites.
Trois mois avant sa mort, le photographe Pierre Jahan, le rencontrant pour un reportage d'une journée, apprécia « sa chaleur humaine assortie d'une ironie aussi souriante ». Il prit de lui un cliché qu'il a publié dans Objectif.
Jean de la Varende meurt à Paris en 1959. Il est inhumé, avec ses ancêtres, au cimetière de Chamblac, à proximité du château.

### Postérité

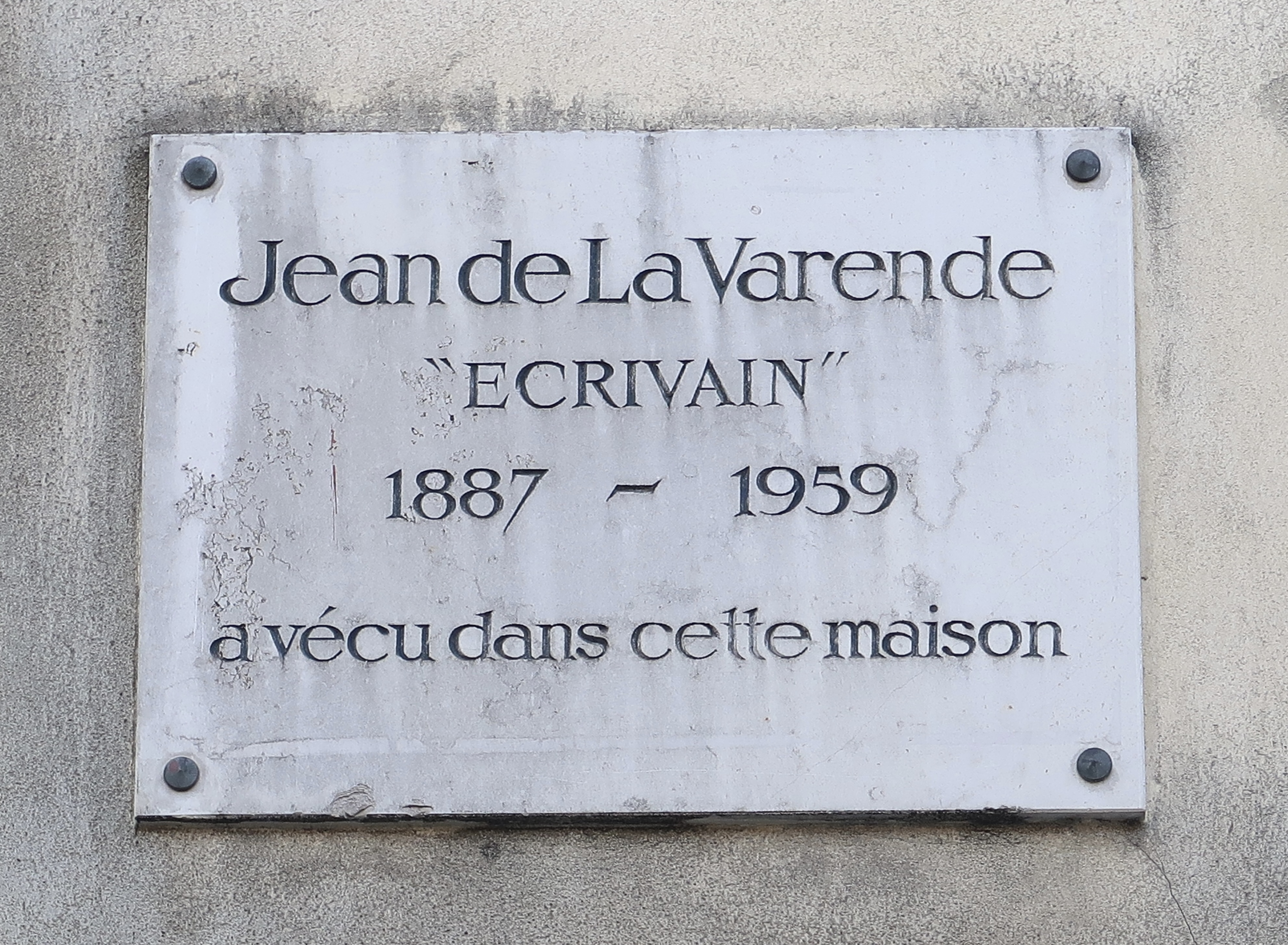
Plaque 165 rue du Faubourg-Saint-Honoré (Paris).

Ce traditionaliste catholique à la foi tourmentée (il n'accepta d'assister aux offices en l'église Notre-Dame de Chamblac, après 29 ans d'absence, qu'après la nomination d'un curé traditionaliste, Quintin Montgomery Wright) fut un fervent monarchiste et ne cacha pas ses sympathies pour le journal l'Action française. Il fut rédacteur dans les années 50 de la revue monarchiste Aspects de France, continuatrice de l’Action française.
Cette position politique très traditionaliste le rapproche d'autres auteurs comme Henry Bordeaux, Paul Bourget ou Michel de Saint Pierre,.
Ses œuvres, rééditées en partie grâce à l'association Présence de La Varende, rencontrent un écho certain dans un certain milieu catholique et monarchiste.
Deux associations liées à La Varende se sont succédé depuis 1961 :
- de 1961 à 1989 : « Les Amis de La Varende » ;
- depuis 1992 : « Présence de La Varende » qui, comme celle qui l'a précédée, publie chaque année des inédits, outre des articles consacrés à l'homme et à l'œuvre.

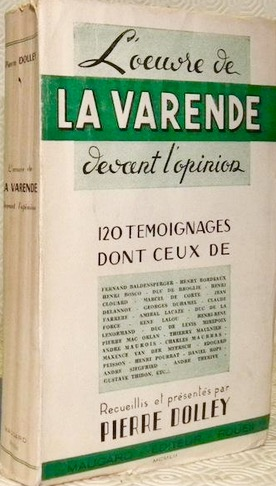
Pierre Dolley, L'Œuvre de La Varende devant l'opinion, 1952.

En 1952 est publié par Pierre Dolley, "L'œuvre de la Varende devant l'opinion", témoignage de 125 auteurs et artistes, dans lesquels se retrouvent Armel de Wismes, Henry Bordeaux, Gustave Thibon, Jacques Isorni ou encore Pierre Mac Orlan; rendant hommage à leur ami et collègue.  
Une plaque commémorative lui rend hommage 165 rue du Faubourg-Saint-Honoré (8e arrondissement de Paris), où il vécut.
Trois établissements scolaires normands et un breton, tous publics, portent son nom:
- École maternelle de Vimoutiers dans l'Orne.
- École maternelle et primaire de Bovel, en Ille-et-Vilaine.
- Collège de Creully dans le Calvados.
- Collège de Mont-Saint-Aignan en Seine-Maritime.

## Distinctions
- Chevalier de l'ordre du Mérite maritime

## Son œuvre
(novembre 2020).
Si vous disposez d'ouvrages ou d'articles de référence ou si vous connaissez des sites web de qualité traitant du thème abordé ici, merci de compléter l'article en donnant les références utiles à sa vérifiabilité et en les liant à la section « Notes et références ».
Parmi les deux cents et quelque nouvelles éditées que compte son œuvre, le terroir normand (notamment le pays d'Ouche) et la mer constituent les cadres principaux de ses intrigues. S'y ajoutent, bien entendu, des contes et des romans, dont les éditions numérotées sont aujourd'hui recherchées. L'attrait de la mer, sa passion pour la navigation, mais aussi, pour la Bretagne et pour l'Espagne, la mise en scène de curés de campagne, de paysans ou encore de hobereaux normands (milieu auquel il appartient), et la nostalgie de l'Ancien Régime, forment la trame essentielle de son œuvre.

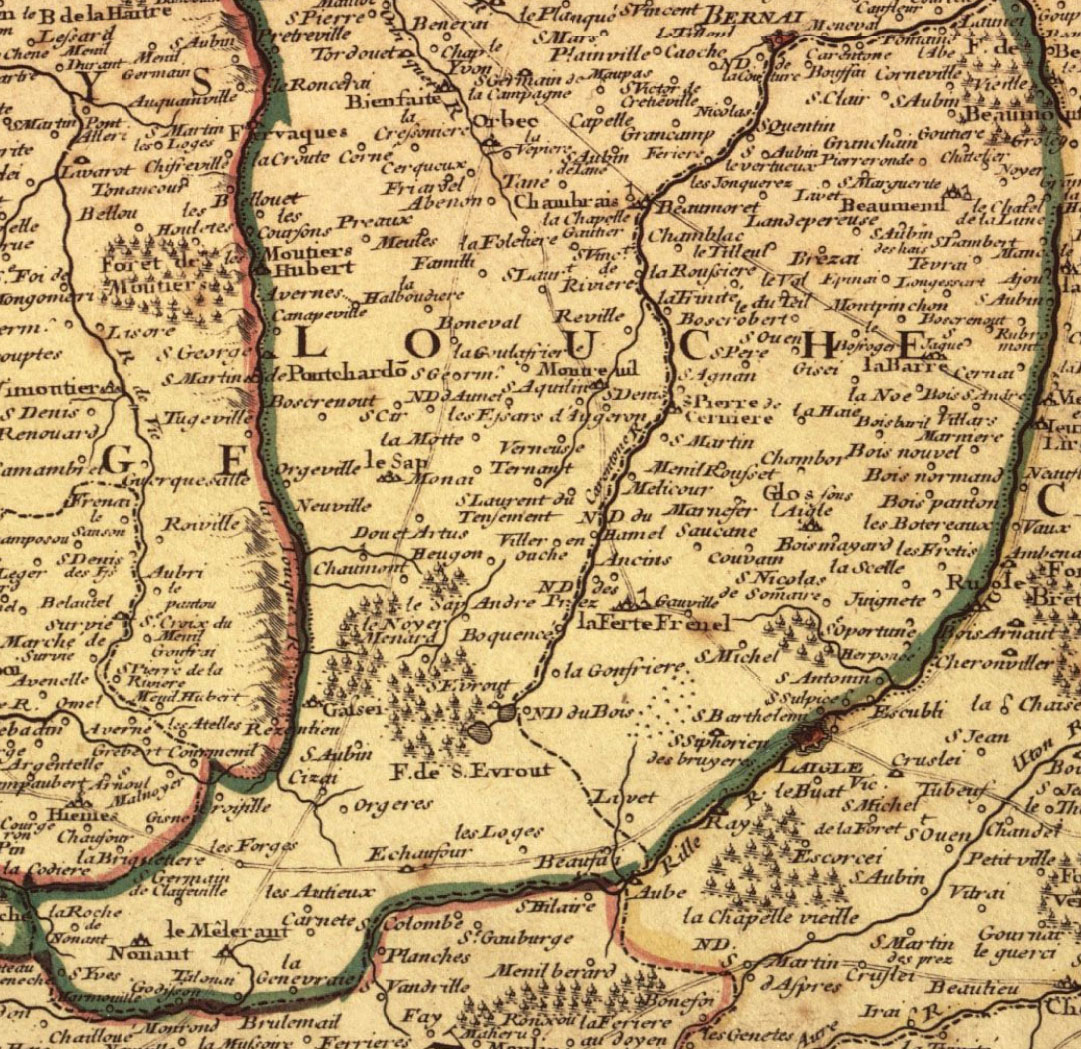
Le pays d'Ouche, cadre principal des romans de La Varende. Sur cette carte (XVIIIe siècle) est mentionné, au sud de Bernay, le village de Chamblac, où se situe le château de La Varende.

Les recueils de nouvelles, de Pays d'Ouche en 1934, jusqu'à ceux édités près d'un demi-siècle après la disparition de l'auteur, font de lui l'un des maîtres du genre au XXe siècle. Plusieurs de ces nouvelles, parues dans des journaux durant les années 1930, 1940 et 1950, ont été ensuite éditées sous forme de recueils. La plupart font une trentaine de pages, quelques-unes sont longues, comme Infantillage, parue dans le recueil Dans le goût espagnol en 1946 (194 p.), ou Lise, fillette de France, publiée en 1952 (206 p.). L'une de ses nouvelles évoque un jeune Jean-Marie, dont le père était patron de pêche et qui disparaît en mer. Orphelin, Jean-Marie réalise dans Il était un petit navire une maquette au destin émouvant. La chute l'est davantage. On peut faire un rapprochement entre l'auteur et ce jeune garçon, habiles dans l'art du maquettisme marin, et orphelins d'un père marin.
Son œuvre, à la fois sentimentale et romantique, est très attachée au sol, au sens de la terre labourée, aimée. Elle cherche à magnifier la pureté tout en sachant décrire l'homme avec ses angoisses, ses travers et ses erreurs. Les récits ont souvent pour fond une sorte de transmission idéale des traditions rurales du passé, tant dans les chaumières que dans les châteaux. Pour lui, les deux sont liés. Les seigneurs et leurs descendants sont des « manants du roi ». Les paysans, les hommes du village sont de la famille du châtelain. Le château est une demeure utile, « un organisme nécessaire à la ruralité, mieux, au social ».
Son œuvre est à mettre dans la lignée de celles de ses maîtres en lettres, notamment Barbey d'Aurevilly, « Connétable des Lettres », et Flaubert, également normands. Il leur consacrera des essais (un pour Barbey, deux pour Flaubert). Dans le goût de Barbey, il ajoute dans L'homme aux gants de toile, deux nouvelles aux Diaboliques de Barbey d'Aurevilly.

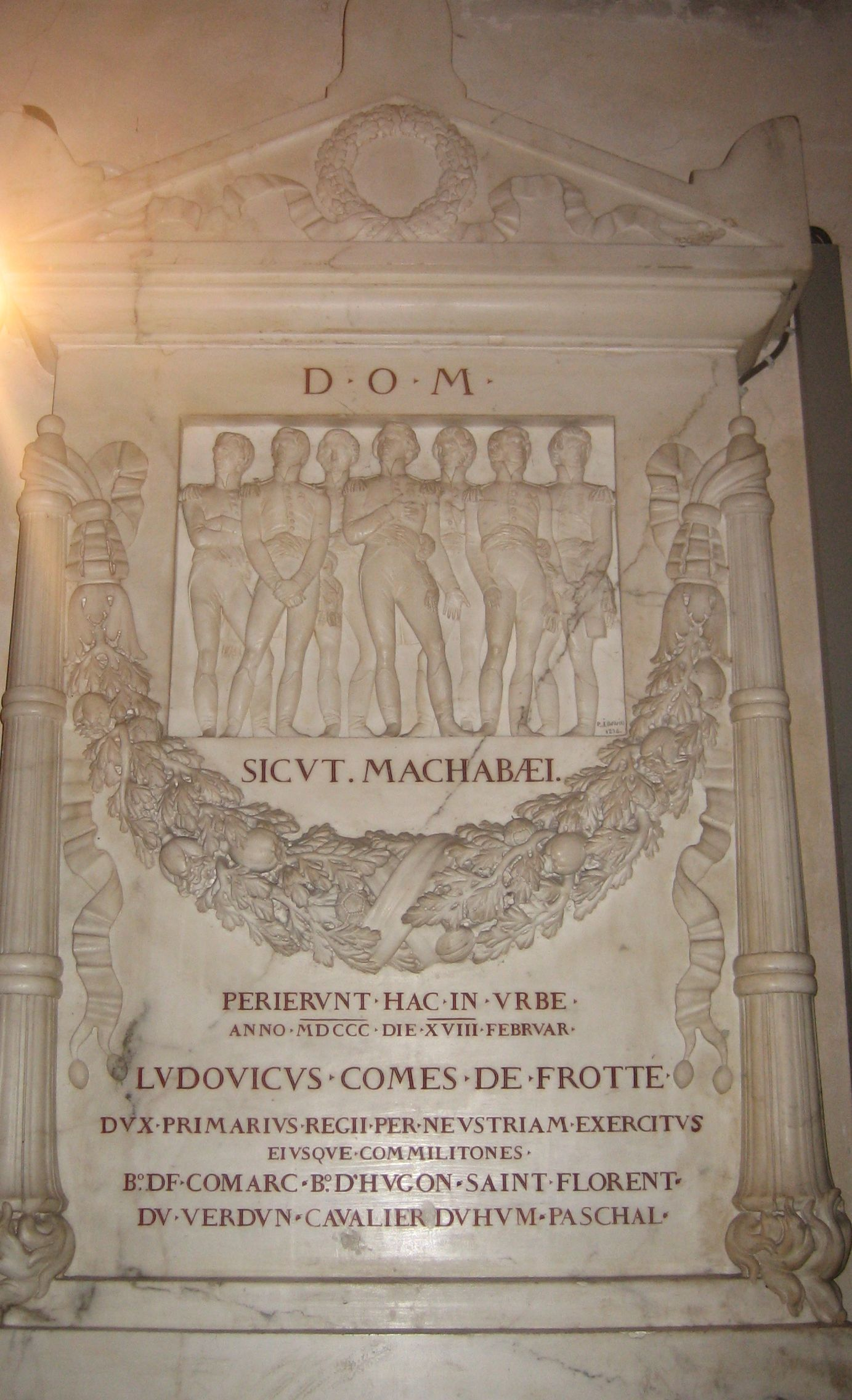
Le cénotaphe de Frotté dans l'église de La Madeleine à Verneuil-sur-Avre (œuvre de David d'Angers). L'évocation de l'exécution de Frotté et de ses compagnons, « les derniers chouans », à Verneuil, le 18 février 1800, est récurrente chez La Varende.

Son œuvre romanesque n'est pas non plus négligeable, bien qu'elle soit négligée. On lui doit notamment des trilogies de familles châtelaines dans la tourmente d'après 1789, comme la « trilogie d'Anville » qui regroupe Le Cavalier seul (1956), Cœur pensif (1957) et La Partisane (1960), ou encore les romans du « cycle de La Bare » avec Nez-de-Cuir, gentilhomme d'amour (1937), Le Centaure de Dieu (1938), qui lui vaudra le Grand prix du roman de l'Académie française (décerné le 16 juin 1938), Man' d'Arc (1939), Le Troisième Jour et La Dernière Fête. Dans Le Roi d'Écosse, il fait revivre les vieilles rues de Rennes à travers les tourments de son héros. Dans Monsieur le Duc, ce sont les « apparitions » de Tilly-sur-Seulles qui se retrouvent au milieu des tourments matrimoniaux d'une famille ducale des années 1890.
La Varende a également écrit de nombreuses biographies (des princes : Guillaume Le Conquérant, Anne d'Autriche ; des maîtresses de rois : Les belles esclaves ; des marins ou des serviteurs de la couronne : le maréchal de Tourville, Surcouf, Jean Bart, Suffren, le duc de Saint-Simon ; des saints prêtres : saint Vincent de Paul, le saint curé d'Ars, Don Bosco ; des Normands célèbres : Flaubert, Charlotte de Corday, la famille de Broglie ; et des chouans : Cadoudal, entre autres). Ces biographies laissent une large part au sentiment.
À cela s'ajoutent de nombreux essais littéraires, des compositions sur les gens et les animaux, sur la nature et les hommes. Des récits dont la finesse n'a d'égales que les tournures émancipées qu'il emploie avec assurance pour mettre le lecteur au cœur de l'intrigue, du sentiment recherché. C'est en parcourant la Normandie, à défaut de pouvoir parcourir les mers, qu'il consacra son goût du voyage à visiter des monuments, des campagnes, des recoins de sa terre normande. Il a donné plusieurs monographies importantes, telles : Les Châteaux de Normandie (Basse-Normandie), Le Mont Saint-Michel, Le Haras du Pin, L'Abbaye du Bec-Hellouin, ou Le Versailles. De même, des récits de voyage au cœur de la Normandie : Par monts et merveilles de Normandie, La Normandie en fleurs, Les côtes de Normandie.
La recherche du mot juste, y compris des « normandismes », la phrase adéquate, des tournures parfois aimablement archaïques, l'image utile, tout, dans la langue de La Varende, est fait, dirait-on, pour que le lecteur prenne autant de plaisir au récit qu'au style du texte. L'œuvre de cet auteur appartient à un courant issu du XIXe siècle, où se rejoignent les amoureux de la France et de ses anciennes provinces. L'entre-deux-guerres, dans ses crises sociales et politiques, a mis en avant les courants régionalistes réveillés par Frédéric Mistral et Barbey d'Aurevilly. Des écrivains comme La Varende, Alphonse de Châteaubriant, Joseph de Pesquidoux ont senti venir la fin d'un monde rural qu'ils se sont empressés de décrire. Ces écrits recèlent alors une part de romantisme mêlée d'un naturalisme de hobereau. La Varende met l'accent sur le drame vécu par ses personnages, en proie avec l'honneur qu'ils ont hérité de leurs ancêtres, l'honneur du château qu'il faut maintenir, l'honneur de la terre, qu'il faut aimer.
Parmi les démons de La Varende se trouve la Révolution française. Sans surprise, il ne l'évoque presque jamais, là où elle est pourtant présente partout dans le sens où, chez lui comme dans l'histoire de France, il y a un « avant » et un « après ». L'écrivain saute par-dessus cette période qu’il abhorre : « Le 13 juillet compte pour moi parce que c’est l’acte de Charlotte [Corday], comme le 15 parce que c’est la naissance de Rembrandt. Je m’arrange pour avaler le 14 entre ces deux jours là »
.
Soit il raconte des grands personnages du XVIIe siècle : Anne d'Autriche, Suffren, saint Vincent de Paul, et plusieurs autres, soit il déborde sur le siècle suivant, mais avec parcimonie, soit surtout il fait revivre un XIXe siècle où ses personnages sont des nobles au service du roi, ou de sa cause. Dans Man' d'Arc la jeune Manon est une « Jeanne d'Arc » des chouans servant la cause de la courageuse duchesse de Berry, elle accompagne ses deux nobles maîtres qui sont « des vrais hommes » mais c'est elle, la paysanne, qui a le plus d'affinités avec la princesse.
Dès lors, l'écriture de La Varende sert des idéaux clairs qui sont : le roi, la vraie noblesse, le monde rural, la religion catholique. Il fait chercher à ses personnages l'honneur, le courage, l'aventure, le respect. Son monde est à la fois enfermé dans ses traditions ancestrales, une certaine étiquette « hobereaute », et pourtant certaines figures sont dépeintes avec un caractère qui veut rompre avec les habitudes des chroniques châtelaines, sombrant dans le drame comme dans l'humour.
La Varende fait partie, pour cela, de ces auteurs français que l'époque suivante a laissé tomber dans l'oubli. Bien que régulièrement rééditée, notamment aux éditions Grasset et Flammarion, son œuvre est absente des anthologies littéraires. L'attachement de La Varende à sa province ancestrale, la Normandie, le fait ranger parmi les écrivains régionalistes. Il est vrai que les Normands du XIXe siècle, depuis l'archéologue Arcisse de Caumont et son ami l'érudit Auguste Le Prévost, jusqu'au romancier Barbey d'Aurevilly, ont fait de la Normandie une terre régionaliste, en termes de littérature. Dans le régionalisme, qui prend l'ancienne province comme une entité ayant survécu aux chamboulements révolutionnaires, il y a attachement indéniable à l'histoire régionale, mais aussi aux monuments qui en ont été conservés.

### Maquettes
Passionné par la mer, mais n'ayant jamais pu embarquer en raison d'une santé fragile, Jean de La Varende a réalisé une collection impressionnante de maquettes de bateaux et de navires, composée de plus de 2 000 éléments. Une partie de cette collection est toujours conservée au château de Chamblac.
Il fut membre correspondant de l'Académie de Marine, à laquelle il avait postulé après demande auprès de son secrétaire perpétuel, son ami l'amiral Lacaze. Sa candidature fut fortement soutenue par le rapporteur Gustave Alaux.
En décembre 1933, Jean de La Varende est nommé chevalier du Mérite maritime en tant qu'artiste peintre et archéologue naval. Le 9 juin 1934, sa maquette du Pourquoi Pas ? est exposée au musée de Géographie au moment où l'on y célèbre Charcot.

## Œuvres
Avertissement : liste non exhaustive. Les ouvrages publiés dans des éditions posthumes sont marqués d'un astérisque (*) après le millésime de l'édition originale.

### Romans
- Nez-de-Cuir, gentilhomme d'amour, Rouen, Maugard, 1936 ; Paris, Plon, 1937
- Le Centaure de Dieu, Paris, Grasset, 1938
- Le Sorcier vert, Paris, Sorlot, 1938
- Man' d'Arc, Paris, Grasset, 1939
- Le Roi d'Écosse, Paris, Grasset, 1941
- La Phoebé ou les derniers Galériens, Paris, Maximilien Vox, 1943
- L'Homme aux gants de toile, Paris, Grasset, 1943
- Le Troisième Jour, Paris, Grasset, 1947
- Indulgence plénière, Paris, Grasset, 1951
- La Dernière Fête, Paris, Flammarion, 1953
- Le Souverain Seigneur, Paris, Grasset, 1953
- La Sorcière, Paris, Flammarion, 1954
- L'Amour de monsieur de Bonneville, Paris, Plon, 1955
- Six Lettres à un jeune Prince, Paris, La Palatine, 1955
- Le Cavalier seul, Paris, Flammarion, 1956
- Cœur pensif, Paris, Flammarion, 1957
- Monsieur le Duc, Paris, Flammarion, 1958
- Un sot mariage, Paris, Hachette (coll. « Bibliothèque verte »), 1959
- L'Amour sacré et l'Amour profane, Paris, Flammarion, 1959*
- La Partisane, Paris, Flammarion, 1960*
- Le Non de monsieur Rudel, Paris, Flammarion, 1962*

### Nouvelles
- Pays d'Ouche : 1740-1933, Rouen, Maugard, 1934 : 14 nouvelles, avec préface une préface du duc Maurice de Broglie ; réédition aux éditions Plon (Paris) en 1936 (avec la préface du duc de Broglie) ; édition illustrée par Guy Arnoux aux éditions Mornay, collection La Sirène (Bruxelles), en 1946 ; édition illustrée par Georges Capon, La belle édition (Paris) en 1956 ; édition dans Le Livre de Poche en 1965.
- Contes amers, Rouen, Henri Defontaine, 1937
- Les Manants du roi, Paris, Plon, 1938 : 11 nouvelles
- Contes sauvages, Rouen, Henri Defontaine, 1938 : 3 nouvelles Illustrations de Pierre Le Trividic
- La Comtesse de Barville, chouanne (suppl. aux Manants du roi), Les Amis des beaux livres, 1938 : nouvelle
- La Phœbé ou les derniers galériens, Lausanne, Guilde du Livre, 1939 : nouvelle
- Heureux les humbles, Paris, Gallimard, NRF, 1942 : 9 nouvelles.
- Amours, Monaco, Le Rocher, 1944 : 2 nouvelles, rééditées dans : Amours en 1949 (édition augmentée)
- Le Saint-Esprit de monsieur de Vaintimille, conte de Noël, Nantes, Bleuchet et Van Den Brugge, 1944 : nouvelle
- Le Petit Notaire, Paris, Maximilien Vox, 1944 : nouvelle, réédité dans : Eaux vives en 1955 ; et dans Seigneur ! Tu m'as vaincu… en 1961
- Contes amers (ou Contes sauvages II), Rouen, Henri Defontaine, 1945 : 7 nouvelles
- Dans le goût espagnol, Monaco, Le Rocher, 1946 : 3 nouvelles. Rééditées en 1968 avec la nouvelle Lise, fillette de France (1946)
- Bateaux, contes inédits, Paris, Maximilien Vox, 1946 : 30 nouvelles
- Le Roi des aulnes suivi de La fin du cèdre, Paris, Denoël, 1947 : 2 nouvelles
- Le Bouffon blanc, Paris, Éd. Sautier, 1947, nouvelle, rééditée dans : Terre sauvage (1970)
- Contes fervents, Rouen, Henri Defontaine, 1948 : 8 nouvelles
- La Tourmente, Monaco, Le Rocher, 1948 : 3 nouvelles dont Lise, fillette de France (1946)
- Les Gentilshommes, suite romanesque, Paris, Wapler, 1948 : 13 nouvelles
- Esculape, Paris, Wapler, 1949 : 3 nouvelles
- Amours, Monaco, Le Rocher, 1949 : 5 nouvelles dont Le Roi des aulnes (1947)
- Le Miracle de janvier, Paris, R. Cayla, 1949 : 2 nouvelles
- Rouge et or : nouvelles espagnoles, Paris, Lubineau, 1951 : 3 nouvelles
- Lise, fillette de France, Paris, Plon, 1952, réédition seule
- Bric-à-brac, suite romanesque, Monaco, Le Rocher, 1952 : 7 nouvelles
- La Valse triste de Sibelius, Genève et Paris, La Palatine, 1953 : nouvelle
- Eaux vives, Paris, La Belle Édition, 1955 : 7 nouvelles dont Le Petit notaire (1944)
- L'Empreinte, Paris, Herbert et Rey, 1959 : 3 nouvelles
- Princes et manants, Paris, Gautier-Languereau, 1960* : 14 nouvelles dont 1 inédite
- Seigneur, tu m'as vaincu..., Paris, Fayard, 1961* : 8 nouvelles dont 3 inédites et Le Saint-Esprit de monsieur de Vintimille (1944)
- Jean-Marie, Paris, Les amis de La Varende, 1961* : nouvelle
- Le demi-solde, Paris, Les amis de La Varende, 1962* : nouvelle
- L'Objet aimé, Paris, Plon, 1967* : 8 nouvelles dont 5 inédites
- Le Plat Pays, Lausanne, D. Viglio-Gonin, 1967 : 5 nouvelles (préface de Mgr Henri Dupont)
- Terre sauvage, Paris, Livre de Poche, 1969 : 7 nouvelles déjà éditées dans Contes amers (1945) et Contes fervents (1948)
- Les Chevaliers de Malte, Paris, Les amis de La Varende, 1970 : 3 nouvelles dont 1 inédite
- Des marins, de l'honneur et des dames, Paris, Plon, 1971* : 71 nouvelles dont 40 inédites, 23 déjà parues dans Bateaux (1946), et aussi Jean-Marie (1961*)
- Ratapoil et compagnie, Paris, Les amis de La Varende, 1975* : 2 nouvelles
- Provinciales, Les amis de La Varende, 1976* : 2 nouvelles
- Rudes histoires, Les amis de La Varende, 1980* : 4 nouvelles
- De bric et de broc, Les amis de La Varende, 1981* : 4 nouvelles
- Nautoneries, Les amis de La Varende, 1983* : 2 nouvelles
- L'Objet rare, la femme unique, Les amis de La Varende, 1985* : 6 nouvelles
- Chantons tous son avènement, Les amis de La Varende, 1985* : 9 nouvelles
- Terroirs et traditions, Les amis de La Varende, 1987* : 4 nouvelles
- La Comtesse de Barville, chouanne, Les amis de La Varende, 1988* : nouvelle
- Tendres confessions, Les amis de La Varende, 1988* : 5 nouvelles
- De tout un peu, Les amis de La Varende, 1987* : 5 nouvelles
- L'Admirable Inconnue, Tilly-sur-Seulles, Présence de La Varende, 1990* : nouvelle
- La voile et la mer, Tilly-sur-Seulles, Présence de La Varende, 1991* : 2 nouvelles
- Ouche, terroir bien aimé, Tilly-sur-Seulles, Présence de La Varende, 1997* : 3 nouvelles dont 2 inédites
- L'Indifférente, Monaco, Le Rocher, 1999* : 9 nouvelles dont 7 inédites

### Biographies
- Geoffroy Hay, comte des Nétumières, Paris, Demoulin, 1908
- Anne d'Autriche, Paris, Éd. de France, 1938
- Grands Normands, Rouen, Henri Defontaine, 1939
- Mademoiselle de Corday, Rouen, Henri Defontaine, 1939
- Le Maréchal de Tourville et son temps, Paris, Éd. de France, 1943
- Rodin, Paris, Rombaldi, 1944
- Guillaume le Bâtard, conquérant, Paris, Maximilien Vox, 1946
- Surcouf, corsaire, Paris, Marcus, 1946
- Monsieur Vincent, suivi de l'Autre Île (réédition), Monaco : Le Rocher, 1947
- Suffren et ses ennemis, Paris, Éd. de Paris, 1948
- Les Belles Esclaves, Paris, Flammarion, 1949
- Don Bosco, Paris, Fayard, 1951
- Flaubert par lui-même, Paris, Seuil, coll. « Microcosme » « Écrivains de toujours », 1951
- Tourville, Paris, Marcus, 1951
- Cadoudal, Paris, Éd. française d'Amsterdam, 1952
- Monsieur le duc de Saint-Simon et sa comédie humaine, Paris, Hachette, 1955
- Jean Bart pour de vrai, Paris, Flammarion, 1957
- Le Curé d'Ars et sa passion, Paris, Bloud et Gay, 1958

### Monographies
- Les Châteaux de Normandie (Basse-Normandie), Rouen, éd. Paul Duval, 1937 Illustrations de Robert Antoine Pinchon
- Le Mont Saint-Michel, Paris, Calmann-Lévy - Aux Armes de France, 1941
- Les Côtes de Normandie, Rouen, Defontaine, 1948
- Le Haras du Pin, Paris, Le Fer à cheval, 1949
- Les Broglie, Paris, Fasquelle, 1950
- La Normandie en fleurs, Paris, Plon, 1950
- L'Abbaye du Bec-Hellouin, Paris, Plon, 1951
- L'École navale, Paris, Amiot-Dumont, 1951
- La Navigation sentimentale, Paris, Flammarion, 1952
- En parcourant la Normandie, illustrations de Yvonne Jean-Haffen, Monte-Carlo, Les Flots bleus, 1953
- Au seuil de la mer, Bourg-la-Reine, D. Vigliano, 1955
- Images du Japon : au soleil levant, Paris, A. Cochery, 1956
- Les Châteaux de Normandie : itinéraire sentimental, Paris, Plon, 1958
- Versailles, Paris, H. Lefebvre, 1958
- Caen, Caen, Éd. Publica, 1959*
- Les Augustin-Normand, Le Havre, Impr. Le Floch, 1960*

### Essais
- Initiation artistique, Verneuil, L'Éducation, 1927
- L'Autre Île, Paris, M. Cox, 1944
- La Noblesse, Les amis de La Varende, 1964*

### Autres écrits
- Les Cent Bateaux, Caen, Impr. des Papeteries de Normandie, 1932
- La Marine bretonne, Rennes, Éd. de Bretagne, 1938
- Broderies en Bretagne, Pont-l'Abbé, Le Minor, 1947
- Le Cheval et l'Image, Paris, Éd. Le Fleuve étincelant, 1947
- Au clair de la lune, Nantes, Bleuchet et Van Den Brugge, 1948
- Mers bretonnes, Nantes, Bleuchet et Van Den Brugge, illustrations de Mathurin Méheut 1950
- L'Eau, Paris, Lanauve de Tartas, 1953
- Le Mariage de Mademoiselle et ses suites, Paris, Hachette, 1956
- Ah, monsieur, Paris, Hachette, 1957
- Les Centaures et les jeux, Paris, Lanauve de Tartas, 1957
- Chassez-vous ?, Liège, Editions Dynamo, 1957, 11 p. : bois gravés par A. Jusserat
- Bestiaire, Paris, Lanauve de Tartas, 1958
- Tran Van Tung (préface de Jean de La Varende, illustrations d'Alexis Hinsberger), La Colline des fantômes - Contes du Vietnam, Viry-Châtillon, Éditions du Parc, 1960.

### Correspondance
- Hermann Quéru, La Varende, l'ami [édition de lettres de l'écrivain], 1966 - Editions Notre-Dame, Coutances, 221 p.

### Traduction
- La Rose des vents, Paris, Plon, 1949, traduction du recueil de nouvelles de Concha Espina, La rosa de los vientos, 1915

### Publications posthumes
- Le Jacobus Stainer, Paris : Fayard, 1962
- Ô Pia !, Paris : P. Gaudin, 1963
- Vénerie, Paris : Lanauve de Tartas, 1965
- Un Français peut-il vivre à la campagne ?, Paris : Les amis de La Varende, 1966
- Par monts et merveilles, Paris : Klein, 1966
- Le bestiaire de La Varende, Paris : Lacroix frères (La vie des bêtes), 1966
- Initiation artistique, Paris : Les amis de La Varende, 1967
- La mélancolie, Paris : Les amis de La Varende, 1971
- Son altesse le Cheval, Paris : Les amis de La Varende, 1972
- Molière, Paris : Les amis de La Varende, 1973
- Suprêmes arguments, Paris : Les amis de La Varende, 1974
- Grandeur et misère de l'officier français, Paris : Les amis de La Varende, 1977
- À Dieu mon âme, Paris : Les amis de La Varende, 1978
- La Normandie des manoirs, Paris : J.-M. Lester, 1980
- Barbey d'Aurevilly, Paris : Les amis de La Varende, 1982
- Lettres à Michel de Saint Pierre, Nexon : H. Anglard, 1983
- Esquisses littéraires, Paris : Les amis de La Varende, 1984
- Les apparitions de Tilly, Paris : Les amis de La Varende, 1986
- Racines de l'histoire, Tilly-sur-Seulles : Présence de La Varende, 1992
- Du Dandysme, Tilly-sur-Seulles : Présence de La Varende, 1993
- Monsieur de Saint-Simon à La Ferté-Vidame, Tilly-sur-Seulles : Présence de La Varende, 1994
- Les marines de La Varende, Bouhet : La Découvrance, 1995
- Cinémagrées, Tilly-sur-Seulles : Présence de La Varende, 1995
- Cet extraordinaire M. Jules Verne, Tilly-sur-Seulles : Présence de La Varende, 1996
- Falaise, berceau de Guillaume le Conquérant, un amateur, 1996
- Histoires cynégétiques, Tilly-sur-Seulles : Présence de La Varende, 2002
- Autoportrait, Tilly-sur-Seulles : Présence de La Varende, 2003
- Hollande 1940, Tilly-sur-Seulles : Présence de La Varende, 2004
- Gentilhomme d'hier et d'aujourd'hui, Tilly-sur-Seulles : Présence de La Varende, 2004
- Prière d'insérer, Tilly-sur-Seulles : Présence de La Varende, 2005
- À Ciel ouvert. Images du terroir, Dinan : Terre de Brume, 2007, 122 p.  (ISBN 978-2-84362-365-3)
- Mers, côtes et marins de Bretagne, Dinan : Terre de Brume, 2008, 108 p.  (ISBN 978-2-84362-365-3)
- Brodeurs et broderies en Bretagne (avec également des textes d'Auguste Dupouy et Florian Le Roy), Dinan : Terre de Brume, 2009, 122 p.  (ISBN 978-2-84362-413-1)
- Le Cheval roi, Paris : Actes sud (coll. Arts équestres), 2009, 189 p.  (ISBN 978-2-7427-8329-8)
- Mes plus beaux Noëls, Versailles : Via Romana, 2010, 118p.   (ISBN 978-2-916727-75-2)
- Mes plus beaux contes sacrés, Versailles : Via Romana, 2011, 201p.   (ISBN 979-10-90029-03-3)
- Promenades, Janzé : Éditions Charles Herissey, 2011, 186p.   (ISBN 978-2-914417-38-9)
- Mes petits contes marins, Versailles : Via Romana, 2012, 175p.   (ISBN 979-10-90029-32-3)

### Filmographie
- Nez de cuir, film d'Yves Allégret (1951), avec Jean Marais, Françoise Christophe, Jean Debucourt, Valentine Tessier.